# 村上芳正
村上 芳正（むらかみ よしまさ、1922年（大正11年）5月11日 - 2022年（令和4年）11月8日）は、日本の装幀家、挿画家、イラストレーター。
三島由紀夫、澁澤龍彦作品の装幀や、沼正三の『家畜人ヤプー』の装幀装画を手がけ、緻密な線画と点描を用いた独特の画風で知られる。

## 略歴
1922年（大正11年）5月11日、長崎県長崎市に生まれる。1935年（昭和10年）長崎海星中学校に入学するも、1937年（昭和12年）に中退。翌年長崎三菱製鋼所入社。1942年（昭和17年）招集。終戦後、台湾に抑留されるが1947年（昭和22年）4月に帰郷。長崎三菱製鋼所に再就職。
1950年（昭和25年）に地元劇団に参加。三島由紀夫に作品の上演許可願いを出し、許可をもらう。1951年（昭和26年）に会社の人員整理により退職。上京するものの演劇仲間を頼る生活となる。このころ、イラストや似顔絵を描くアルバイトをする。子供の頃から絵は好きであったが、本格的な勉強は受けておらず、師もいない独学である。
1953年（昭和28年）に鈴木悦郎よりひまわり社を紹介され、「それいゆ」「ジュニアそれいゆ」のカットや挿絵を描くようになる。このころの画風は中原淳一に影響されていたという。
1958年（昭和33年）に『まつり』で第43回二科展に初入選。以後第47回まで5回連続で入選を果たすが、耐乏生活のためその後の参加は諦める。
1961年（昭和36年）、芝居仲間より三島由紀夫舞台の演出家松浦竹夫の知己を得、三島を紹介され、戯曲『十日の菊』のポスター、チラシなどを手がける。三島は村上を各出版社への紹介するなどバックアップするに至る。三島は、遺作となった『豊饒の海』4部作の装幀を依頼することになる。
装幀画を手がけた作家は、三島由紀夫、河野多恵子、多田智満子、吉行淳之介、立原正秋、ジャン・ジュネ、沼正三、澁澤龍彦、吉田知子、瀬戸内晴美（寂聴）、大原富枝、連城三紀彦、赤江瀑、山村正夫、皆川博子、曾野綾子、渡辺淳一などがあげられる。雑誌『幻影城』の挿絵も担当した。
また、映画ポスター、舞台ポスター・チラシ・舞台芸術なども手がけている。さらに、レコードやCDのジャケット画、世界の童話や名作物語の装幀画や挿絵も多い。
1982年から1983年頃に、発表作品の筆名を村上昂に変えている。
2022年に100歳を迎えた。その後11月8日に老衰のため死去。100歳没。

## 著書・画集
- 『薔薇の鉄索 村上芳正画集』田中幸一監修・本多正一ほか解説、国書刊行会、2013年7月、ISBN 978-4-336-057365